# Salomão Ibn Verga
Salomão Ibn Verga  (em hebraico: שלמה אבן וירגה), também conhescido como Aben Verga foi um judeu espanhol, exilado como consequência do Decreto de Alhambra, e apanhado em Portugal pelas conversões forçadas  de 1497 por D. Manuel I. 
Embora só tivesse chegado a Lisboa uns dias mais tarde, foi contemporâneo e testemunha do Massacre de Lisboa de 1506.